# Los tres chiflados (película de 2000)
Los tres chiflados es un telefilme biográfico acerca del slapstick del trío cómico Los tres chiflados, Fue transmitido por la ABC el 24 de abril del 2000.

## Argumento
La historia comienza en 1912 con unos jóvenes Moe Howard, Curly Howard y Shemp Howard en un acto en la feria.
Ya en la década de 1950 con un envejecido Moe Howard haciendo recados para su exjefe y productor Harry Cohn en el estudio de Columbia Pictures. Nota como unas personas ven los antiguos cortos de Los Tres Chiflados. Cohn le menciona quieren venderlos para pasarlos a televisión, aunque no les pagarán mucho.
En un flashback de 1927, el comediante Ted Healy contrata a los hermanos Howard: Moe y Shemp; para su acto de vodevil.
Después de ocasionar un desastre en el teatro. El productor decide poner al violinista Larry Fine para distraer a los espectadores. Shemp discute con Moe debido a que  Healy les paga 100 dólares de lo que le pagan a él, 1000 dólares.
Luego de un show con Larry y su esposa Mabel, Healy lo invita a él a su acto si acepta dejar el juego de violín de su rutina. Healy se lleva la mayor parte del dinero, lo que no le sienta bien a los demás.
Después de que 20th Century Fox los llamara para hacer una película juntos; un tal Sheehan de la misma empresa le ofrece a Moe, Shemp y Larry un contrato de 7 años con la empresa. Esta noticia alegra a todos excepto a Ted Healy que confronta a Moe y obliga a Sheehan a no hacer el contrato.
Los hermanos Howard y Larry deciden ir a hacer su propio acto separándose de Healy; sin embargo, Shemp se aterra y termina abandonando el plan.
Tras esto, Moe y Larry deciden buscar a Curly Howard quien se une a los dos para hacer el acto.
Los tres hombres deciden hacer su marca personal con peinados distintos: Moe con un corte taza, Larry con el pelo rizado y Curly Howard con el pelo rapado; los tres deciden buscar un nombre para su grupo y lo llaman Los Tres Chiflados
Al finalizar su acto cómico en un restaurante, un joven Harry Cohn les ofrece a los Chiflados la oportunidad de trabajar en sus estudios a lo que ellos acceden.
Cohn los envía al departamento de cortometrajes (a pesar de que Moe quería hacer películas) y ahí se presentan a las personas clave de sus cortometrajes como el director Del Lord, los escritores de gags: Felux Adler y Clyde Bruckman; y el productor de los cortometrajes Jules White. White les enseña un invento, el tablero Foley, que reproduce efectos de sonido tales como una bofetada, disparos, golpes, etc.
La biografía también muestra la dinámica personal del grupo cómico. Las esposas del grupo también tienen un rol a lo largo de la película. Moe asume el papel de líder, pero al punto que Babe se siente intimidado. Babe dice que no tiene ningún problema con que Moe elija "Curly" para el acto, pero fuera del escenario todavía son una familia.
Babe sufre golpes y humillación en un bar cuando algunos fanáticos adultos jóvenes lo reconocen como Curly y comienzan a golpearlo con bofetadas reales, puñetazos y gubias en los ojos, para su diversión.
Ted Healy, habiéndose separado anteriormente del equipo de una manera amarga, reaparece más tarde para estrechar la mano del grupo y anunciar que va a ser padre. Muere más tarde esa noche después de una pelea en su hotel a la temprana edad de 41 años.
Babe tiene un ataque cerebrovascular en 1946 y es reemplazado por Shemp hasta sus respectivas muertes en 1952 y 1955.
El papel vacante de Curly es asumido por Joe Besser en 1956 y 1957. Joe DeRita se une al grupo como "Curly Joe" en 1958. Ese mismo año, Harry Cohn muere de un ataque al corazón. Moe se reporta a trabajar en el lote del estudio y se le informa que el departamento de cortometrajes está cerrado y que no tiene motivos válidos para quedarse.
Un joven ejecutivo de televisión de Boston viaja a L.A. para convencer a Moe y los chiflados de regresar al Este y actuar en vivo en teatros y televisión. El grupo lo discute y finalmente acepta. Para su sorpresa, encuentran un nuevo éxito entre los espectadores más jóvenes y se convierten en uno de los actos de comedia en vivo mejor pagados en el país.
Antes de los créditos finales, se nos revela que Joe DeRita (el último Chiflado) murió en 1993 y siempe dijo que sus años con los Chiflados fueron los mejores de su vida. También que Larry Fine murió en 1975 después de una hemorragia cerebral.
Finalmente Moe Howard murió cuatro meses después de su mejor amigo en mayo de 1975, siendo su muerte el fin del trío cómico más famoso.

## Reparto
- Paul Ben-Victor — Moe Howard, nombre artístico de Moses Harry Horwitz, fue el cerebro detrás de la creación de los Tres Chiflados, con su papel de jefe gruñón.
- Evan Handler — Larry Fine, cuyo nombre real fue Louis Feinberg, fue el mejor amigo de Moe Howard y uno de los Chiflados que más duro en el trío.
- Michael Chiklis — Curly Howard, su nombre real fue Jerome Lester Howard, conocido por su cabeza rapada y su voz aguda. Fue uno de los Chiflados más conocido por la gente.
- John Kassir — Shemp Howard, nombre artístico de Samuel Horwitz, fue el hermano mayor de Moe. Reemplazo a Curly por su estado crítico hasta su muerte en 1955.
- Marton Csokas — Ted Healy
- Joel Edgerton — Tom Cosgrove
- Laurence Coy — Joe Besser
- Peter Callan — Joe DeRita

## Trivia
Entre los cortos que fueron refilmados para película son los siguientes:
- They Stooge to Conga (1943)
- Men in Black (1934)
- Ants in the Pantry (1936)
- Uncivil Warriors (1935)
- Dutiful But Dumb (1941)
- Disorder in the Court (1936)
- You Nazty Spy! (1940)
- Half-Wits Holiday (1947)
- Fright Night (1947)
- Pies and Guys (1958)